# Baldinger Straße 8 (Nördlingen)

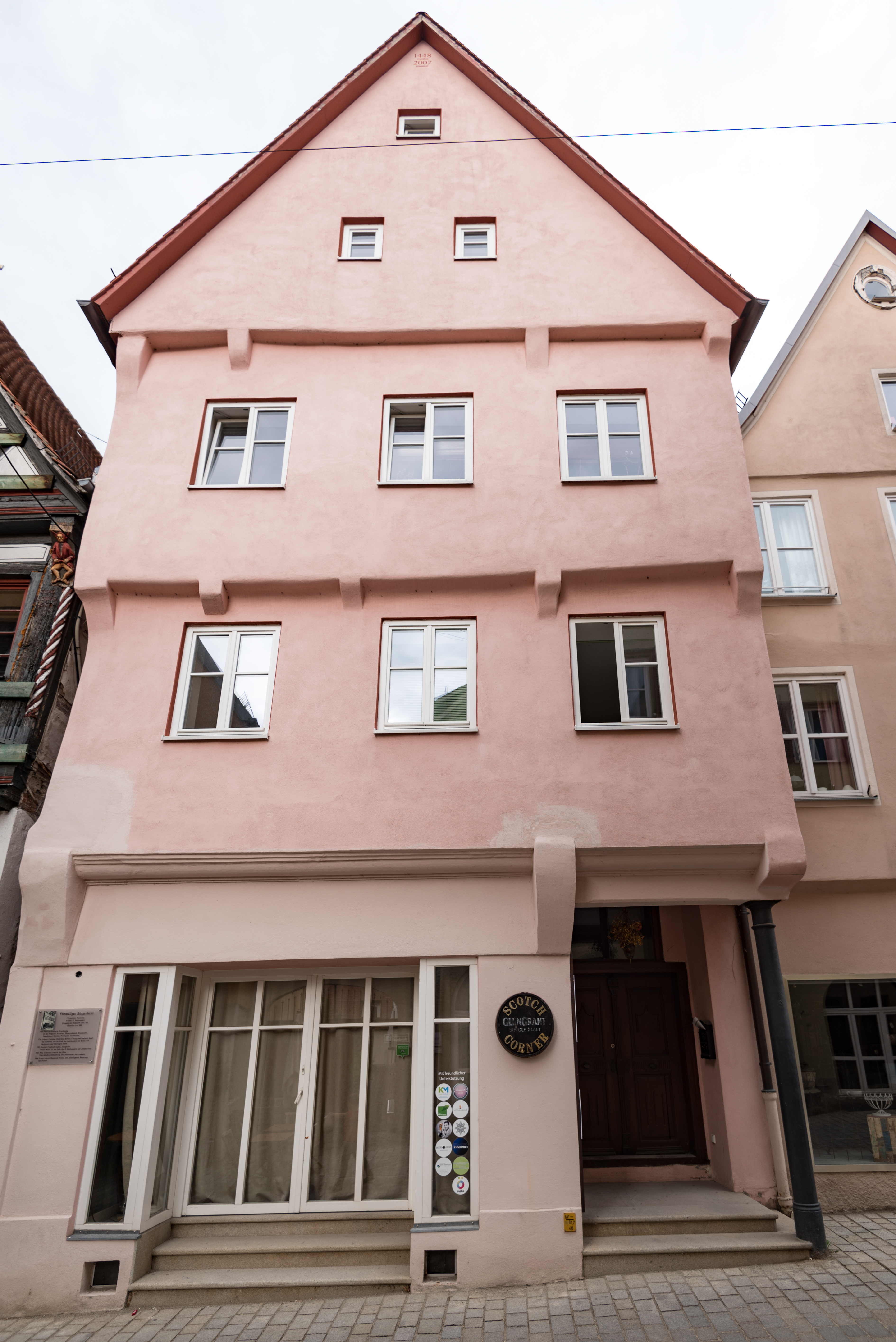
Fachwerkhaus Baldinger Straße 8 in Nördlingen

Das Gebäude Baldinger Straße 8 in Nördlingen, einer Stadt im schwäbischen Landkreis Donau-Ries in Bayern, wurde im frühen 15. Jahrhundert errichtet. Das Fachwerkhaus ist ein geschütztes Baudenkmal.
Das Wohn- und Geschäftshaus ist ein dreigeschossiger giebelständiger Satteldachbau, der verputzt wurde. Die Obergeschosse und die Giebel sind vorkragend. Die Entstehungszeit ist an den verblatteten Holzverbindungen an der südlichen Traufseite und am Dachgerüst mit stehendem Stuhl sowie verblatteten, parallel zu den Sparren angelegten Diagonalstreben erkennbar. Der Eingangsbereich mit Ecklaube entstand um 1700.
Von der historischen Ausstattung ist nur die Treppenanlage mit Brettbalustergeländer aus der Mitte des 18. Jahrhunderts erhalten.